# أق مهدي (كوهباية)
أق مهدي (بالفارسية: آق‌مهدی) هي قرية تقع في إيران في قسم كوهبایة الريفي. يقدر عدد سكانها بـ 127 نسمة بحسب إحصاء 2016.